# Reden (Dąbrowa Górnicza)
Reden – śródmiejska dzielnica Dąbrowy Górniczej, położona na północny wschód od centrum miasta z największym targowiskiem miejskim na obrzeżu wschodnim.
Jej powstanie i rozwój związane jest z odkryciem pokładów węgla. W 1796 r. powstała tu kopalnia Reden nazwana od nazwiska hrabiego Friedricha von Redena (od 1795 do 1806 Prusy zaanektowały tereny obecnego Zagłębia Dąbrowskiego), co dało początek budowie kolonii górniczej w latach 1820–1830 przez Stanisława Staszica i jej dalszej rozbudowy w następnych latach.
Produkcja w kopalni wynosiła w 1840 r. 15 tys. ton węgla kamiennego, w 1900 r. ok. 20 tys. ton, w 1913 r. 274 tys. ton. Kopalnia „Reden” została ostatecznie unieruchomiona 9 lipca 1935 r. z powodu pożaru podziemnego. Obecnie Reden jest dzielnicą nieprzemysłową. Znajduje się tu Urząd Skarbowy i siedziba Spółdzielni Mieszkaniowej „Lokator”. W dzielnicy znajdują się: Park Hallera, hala sportowa oraz park wodny „Nemo - Wodny Świat”.